# HMS Spey (K246)
«Спей» (англ. HMS Spey (K246) — військовий корабель, фрегат типу «Рівер» Королівського військово-морського флоту Великої Британії за часів Другої світової війни та Королівських ВМС Єгипту в післявоєнний час.

## Історія створення
Фрегат «Спей» був закладений 18 липня 1941 року на верфі компанії Smiths Dock Co., у Саут-Бенк. 18 грудня 1941 року він був спущений на воду, а 19 травня 1942 року відразу увійшов до складу Королівських ВМС Великої Британії. 

## Історія служби
Спочатку «Спей» був призначений до командування Західних підходів для виконання обов'язків по охороні атлантичних конвоїв. Брав активну участь у супроводі транспортних кораблів та конвоїв через Атлантику. 11 липня 1942 року при супроводі конвою OS 33, поблизу Мадейри фрегат разом з британським шлюпом «Пелікан» та французьким есмінцем «Леопард» потопили глибинними бомбами німецький підводний човен U-136. У грудні 1942 року був переведений у Середземне море для захисту конвою та підтримки висадки за планом операції «Смолоскип». Потім корабель повернувся до виконання обов'язків в Атлантиці і діяв тут до травня 1944 року, після чого був відряджений на переобладнання і модернізацію.
Після ремонту фрегат відплив на Цейлон і до кінця 1944 року діяв у складі сил захисту конвою та підтримки операцій у Бірмі. У січні 1945 року це включало підтримку висадки на північний берег острова Рамрі. У липні 1945 року «Спей» був у готовності підтримати запропоновані десантні операції в Малайї. Після повернення до Великої Британії переведений до резерву.
У листопаді 1948 року проданий Королівським ВМС Єгипту, отримав назву «Рашид», і після ремонту у 1950 році уведений до строю.